# لشکر ۴۰ پیاده (ایالات متحده آمریکا)
لشکر ۴۰ پیاده (انگلیسی: 40th Infantry Division) لشکر پیاده‌نظام مکانیزه نیروی زمینی ایالات متحده آمریکا است، که در سال ۱۹۱۷ تأسیس شد. ستاد فرماندهی و پادگان لشکر ۴۰ در فرودگاه صحرایی لوس آلامیتوس ارتش، کالیفرنیا قرار دارد.
لشکر ۴۰ پیاده یک لشکر ماژولار از گارد ملی ارتش کالیفرنیا است. پس از ماژولار شدن ارتش در اواسط دهه ۲۰۰۰، این لشکر به یک واحد ماژولار متشکل از سه تیم رزمی تیپ تبدیل شده است که گارد ملی از سراسر اقیانوس آرام و غرب ایالات متحده و اقیانوسیه در آن عضویت دارند.
پس از خدمت در جنگ جهانی اول به عنوان یک لشکر انبار، به عنوان لشکر گارد ملی برای کالیفرنیا، نوادا و یوتا سازماندهی مجدد شد و سپس در جبهه اقیانوس آرام جنگ جهانی دوم خدمت کرد. بعدها، این لشکر در کره خدمت کرد و برخی از واحدهای آن برای ویتنام تعیین شدند. این لشکر بعداً به عنوان یک واحد گارد ملی کاملاً در کالیفرنیا سازماندهی مجدد شد. سازماندهی‌های بعدی شامل واحدهایی از ایالت‌های دیگر نیز می‌شد. این لشکر برای سرکوب ناآرامی‌ها و شورش‌های داخلی که در جریان شورش‌های واتس در سال ۱۹۶۵، شورش‌های تابستان طولانی و داغ ۱۹۶۷ و شورش‌های لس‌آنجلس در سال ۱۹۹۲ رخ داد، فراخوانده شد. اخیراً، این لشکر به عنوان بخشی از جنگ علیه تروریسم به خارج از کشور اعزام شده و در عراق و افغانستان خدمت کرده است. لشکر چهلم پیاده، طبق پیکربندی فعلی، نظارت و مسئولیت آموزش و آمادگی واحدها در کالیفرنیا، اورگن، هاوایی، آریزونا، واشینگتن، آلاسکا، نیومکزیکو، ایندیانا، نبراسکا، نوادا، می‌سی‌سی‌پی، یوتا، گوام و جزایر ماریانای شمالی را برعهده دارد.